# Alexei Sidorenko
Alexei Sidorenko (russisch Алексей Сидоренко, englische Transkription: Alexey Sidorenko, * 26. August 1983) ist ein kasachischer Beachvolleyballspieler.

## Karriere
Sidorenko spielte bei den Shanghai Open 2005 mit Pawel Saulko sein erstes Turnier der FIVB World Tour. Sidorenko/Saulko traten 2006 auch zu zwei Grand Slams in Gstaad und Stavanger an. Ihr bestes gemeinsames Ergebnis erzielte sie mit dem 33. Platz beim Open-Turnier in Sankt Petersburg. 2007 spielte Sidorenko die World Tour mit Pawel Sabuslajew. Das Duo erreichte dabei dreimal den 25. Rang. Mit Dmitri Jakowlew war Sidorenko 2008 zunächst bei Satellite- und Challenger-Turnieren vertreten. Ende 2008 und Anfang 2009 spielten Sidorenko/Jakowlew weitere Open-Turniere. Zum Grand Slam in Marseille trat Sidorenko dann bereits mit seinem neuen Partner Alexander Djatschenko an. 2010 kamen Sidorenko/Djatschenko bei den Grand Slams in Moskau und Klagenfurt sowie den Åland Open jeweils auf den 17. Platz. 2011 qualifizierten sie sich für die Weltmeisterschaft in Rom. Dort konnten sie nur einen Satz gewinnen und schieden als Gruppenletzter nach der Vorrunde aus. Später erreichten sie in Klagenfurt als Neunte erstmals die Top Ten. Im gleichen Jahr wurden sie Dritter der Asienmeisterschaft. 2012 belegten sie auf der World Tour viermal den neunten Rang. Die Asienmeisterschaft beendeten sie als Fünfte. Bei der World Tour 2013 wurden sie sechsmal Neunte. Bei der WM in Stare Jabłonki erreichten sie als Gruppenzweite die KO-Runde, in der sie gegen das deutsche Duo Böckermann/Urbatzka ausschieden. Im November 2013 wurden sie Asienmeister in China. Bestes Ergebnis auf der FIVB World Tour 2014 war ein vierter Platz beim Grand Slam in Stavanger. Bei den Asienspielen in Südkorea gewannen Sidorenko/Djatschenko die Goldmedaille.